# بيو باولين
بيو باولين (بالإندونيسية: Bio Paulin)‏ (مواليد 15 أبريل 1984 في الكاميرون) لاعب كرة قدم كاميروني يجيد اللعب في خط الدفاع. يلعب حاليا لصالح نادي برسيبورا جايابورا الإندونيسي.

## روابط خارجية
- بيو باولين على موقع قاعدة بيانات كرة القدم.إي يو (الإنجليزية)
- بيو باولين على موقع ناشيونال فوتبول تيمز (الإنجليزية)
- بيو باولين على موقع Soccerway.com (الإنجليزية)
- بيو باولين على موقع عالم كرة القدم.نت (الإنجليزية)